# Пјано да Капо (Пескара)
Пјано да Капо (итал. Piano da Capo) је насеље у Италији у округу Пескара, региону Абруцо.
Према процени из 2011. у насељу је живело 38 становника. Насеље се налази на надморској висини од 224 м.